# François Boucheix
François Boucheix (* 7. Januar 1940 in Montcheneix, Rochefort-Montagne, Département Puy-de-Dôme, Frankreich) ist ein französischer surrealistischer Maler und Bildhauer.

## Biografie
François Boucheix wuchs in dem kleinen Dorf Montcheneix in den Bergen der Auvergne in ärmlichen bäuerlichen Verhältnissen auf. Als er 15 Jahre alt war, starb sein Vater, und er musste zum Erhalt der Familie arbeiten. An den Abenden und an freien Tagen malte er als Autodidakt.
1960 hatte er seine erste Ausstellung in Tunesien, der weitere in Frankreich folgten. 1964 schloss er mit dem Pariser Kunsthändler Bernard Bellaïche einen 5-jährigen Exklusivvertrag. 1965 stellte er zusammen mit Salvador Dalí und anderen bekannten Malern aus.
1966 avancierte Boucheix zum Liebling der High Society. Zu seinen Freunden und Förderern gehörten unter anderem Prinzessin Yasmine dʼOuezzan und Suzanne Bertillon. Seine Gemälde wurden weltweit ausgestellt und von zahlreichen Sammlern gekauft.
1990 begann Boucheix, auch Skulpturen herzustellen, die bald in illegalen Kopien auf den Markt kamen. 2007 eröffnete in Vichy das François Boucheix Museum.

## Ausstellungen (Auswahl)
- 1964–1970: Galerie de Sèvres
- 1972–1973: Galerie G. Joubert, Faubourg Saint-Honoré, Paris
- 1974–1975: Galerie Matignon, Avenue Matignon, Paris
- 1976: Galerie Laurens, Avenue Matignon, Paris
- 1977: Retrospective, Grand Casino, Vichy
- 1977–1989: Galerie Guigné, Faubourg Saint Honoré, Paris
- 1989: Galerie Bernheim, Faubourg Saint Honoré, Paris
- 1994–1996: Cours des Antiquaires, Faubourg Saint Honoré, Paris

## Auszeichnungen (Auswahl)
- Palette dʼOr du Commerce International
- Leonardo da Vinci Goldmedaille
- Palette dʼOr des Arts